# 3351 Смит
3351 Smith је астероид главног астероидног појаса са средњом удаљеношћу од Сунца која износи 3,046 астрономских јединица (АЈ).
Апсолутна магнитуда астероида је 13,1.